# Prochas theclae
Prochas theclae är en stekelart som beskrevs av Walkley 1959. Prochas theclae ingår i släktet Prochas och familjen brokparasitsteklar. Inga underarter finns listade i Catalogue of Life.